# لارین دی
لارین دی (انگلیسی: Laraine Day; ۱۳ اکتبر ۱۹۲۰ – ۱۰ نوامبر ۲۰۰۷) یک هنرپیشه، مجری تلویزیون، و پدیدآور اهل ایالات متحده آمریکا بود.
از فیلم‌ها یا برنامه‌های تلویزیونی که وی در آن نقش داشته‌است می‌توان به متکبرها، خبرنگار خارجی، گردن‌بند، و یکی زیبا بود، صدای سوم اشاره کرد.